# Луций Аврелий Приск
Луций Аврелий Приск (на латински: Lucius Aurelius Priscus) e политик на Римската империя през 1 век по времето на император Нерон.
През март и април 67 г. той е суфектконсул заедно с Апий Аний Гал.